# Roncus pljakici
Roncus pljakici är en spindeldjursart som beskrevs av Bozidar P.M. Curcic 1973. Roncus pljakici ingår i släktet Roncus och familjen helplåtklokrypare. Inga underarter finns listade i Catalogue of Life.